# Gilbert Elliot-Murray-Kynynmound (1er comte de Minto)
Pour les articles homonymes, voir Gilbert Elliot-Murray-Kynynmound.
Gilbert Elliot-Murray-Kynynmound (23 avril 1751, Édimbourg – 21 juin 1814, Stevenage, Angleterre), 1er comte de Minto (en), est un homme politique et diplomate écossais. Il est vice-roi du Royaume anglo-corse (1794-1796) et gouverneur-général des Indes (1806-1813).

## Biographie
Il est le fils de Gilbert Elliot. En 1763, âgé d'à peine douze ans, Gilbert est envoyé à Paris avec son frère Hugh et leur tuteur Robert Liston pour étudier sous la férule du grand philosophe écossais David Hume. Les deux garçons s'y lient d'amitié avec Mirabeau. Puis Gilbert poursuit et termine ses études à l'université d'Édimbourg.
En 1776, Elliot entre au parlement comme député whig indépendant. Il devient l'ami du philosophe politique Edmund Burke, auquel il s'allie pour attaquer Lord Hastings, devenu gouverneur-général des Indes britanniques.
En 1794, Elliot est nommé vice-roi du Royaume anglo-corse. Avec cette charge, il rencontrera Pascal Paoli et Charles André Pozzo di Borgo, offrant sa protection durant les années d'exil de ce dernier.
Il reçoit le titre de baron de Minto en 1797 et ajoute à son nom celui de Murray-Kynynmond.
Il est nommé gouverneur-général des Indes en 1806, poste qu'il occupe avec succès jusqu'en 1813. Sous sa direction, l'Angleterre étend sa présence aux Moluques, à Java et autres possessions néerlandaises dans la région durant les guerres napoléoniennes. Il reçoit alors les titres de vicomte de Melgund et comte de Minto.
Elliot est enterré à l'abbaye de Westminster.